# Diracela latifasciata
Diracela latifasciata är en stekelart som först beskrevs av Cameron 1906.  Diracela latifasciata ingår i släktet Diracela och familjen brokparasitsteklar. Inga underarter finns listade i Catalogue of Life.